# Paola Vukojicic
Paola Vukojicic (Buenos Aires, Argentina 1974) és una jugadora d'hoquei sobre herba argentina, guanyadora de tres medalles olímpiques.

## Biografia
Va néixer el 28 d'agost de 1974 a la ciutat de Buenos Aires, capital de l'Argentina.

## Carrera esportiva
Va participar, als 26 anys, en els Jocs Olímpics d'Estiu de 2000 realitzats a Sydney (Austràlia), on va aconseguir guanyar la medalla de plata en perdre la final davant l'equip australià d'hoquei herba. En els Jocs Olímpics d'Estiu de 2004 realitzats a Atenes (Grècia) aconseguí la medalla de bronze en guanyar a la final l'equip xinès, i en els Jocs Olímpics d'Estiu de 2008 realitzats a Pequín (República Popular de la Xina) revalidà aquest metall davant l'equip alemany.
Al llarg de la seva carrera ha guanyat quatre medalles en el Champions Trophy, dues d'elles d'or; una medalla d'or en el Mundial, així com dues medalles en els Jocs Panamericans.